# Oribasi
Oribasi (en llatí Oribasius, Oreibásios o Oribásios en Ορειβάσιος o Οριβάσιος) (vers 325 - vers 400) va ser un destacat metge grec que a Suides s'indica que va néixer a Sardes mentre que Eunapi el fa originari de Pèrgam.
Va estudiar medicina amb Zenó de Xipre juntament amb Jònic i Magne d'Antioquia, a Alexandria, capital cultural de l'Imperi. Va fer amistat en algun moment amb Julià, després conegut com a Julià l'Apòstata, amistat que va perdurar durant tota la vida d'aquest darrer i del qual va ser metge personal. Oribasi va ser la primera persona a la qual Julià va revelar que havia apostatat del cristianisme. El desembre de l'any 355 Julià va ser enviat com a cèsar a la Gàl·lia i Oribasi el va acompanyar. El 361 Julià va esdevenir emperador i Oribasi va ser nomenat qüestor de Constantinoble on va fer restaurar l'oracle de Delfos, però no va aconseguir revitalitzar-lo. Acompanyà Julià a l'expedició de Pèrsia i era amb ell quan va morir el 26 de juny del 363.
Els emperadors següents, Valentinià I i Valent, li van confiscar les propietats i el van desterrar probablement a terres dels gots, on es va guanyar la confiança dels seus reis pels coneixements mèdics que tenia. Potser van ser els mateixos emperadors que l'havien desterrat els que el van tornar a cridar aproximadament el 369.
Ja a l'Imperi, es va casar amb una dama de bona família i fortuna i amb ella va tenir quatre fills, un dels quals era anomenat Eustaci. Els emperadors següents li van restaurar les propietats. Oribasi va morir després del 395, però la data exacta no es coneix.
Personalment, se sap que era un pagà conscient i partidari de les antigues filosofies i creences.

## Obres
Va escriure almenys tres obres: 
- Συναγωγαὶ Ιατρικαί o Εβδομηκοντάβιβλος, Collecta Medicinalia, o Hebdomecontabiblos, en 70 llibres (dels quals només se'n conserven 25), escrit per encàrrec de Julià.
- Σύνοψις, en nou llibres, dedicat al seu fill Eustaci.
- Εὐπόριστα, Euporista o De facile Parabiibus, en quatre llibres, dedicat al seu amic Eunapi.

El Suides li atribueix altres obres perdudes:
- 1. Περὶ Βασιλείας, De Regno.
- 2. Περὶ παθω̂ν, De Affectibus.
- 3. Πρὸς τοὺς ̓Απορου̂ντας τω̂ν ̓Ιατρω̂ν, Ad illos quibus Medicorum Copia non datur (o Ad Medicos dubitantes, vel mopes Consilii).[1]